# Колесниченко, Юрий Алексеевич
Юрий Алексеевич Колесниченко (род. 6 января 1953, Харьков) — украинский физик, доктор физико-математических наук, профессор, заведующий отделом Физико-технического института низких температур имени Б. И. Веркина НАН Украины (2002—2021), лауреат Государственной премии Украины в области науки и техники.

## Биография
Ю. А. Колесниченко родился 6 января 1953 года в Харькове в семье юристов. Сын А. Н. Колесниченко. В 1970 году окончил среднюю школу № 4 с золотой медалью и поступил на физический факультет Харьковского государственного университета имени А. М. Горького. В 1975 получил диплом «с отличием» на кафедре теоретической физики. После окончания университета был направлен на работу в Физико-технический институт низких температур. С 2002 по 2021 — заведующий отделом транспортных свойств проводящих и сверхпроводящих систем ФТИНТ им. Б. И. Веркина НАН Украины. С 2021 — главный научный сотрудник отдела микроконтактной спектроскопии ФТИНТ. В 1980 году защитил диссертацию «Фокусировка электронов проводимости и исследование поверхности проводника» на соискание ученой степени кандидата физико-математических наук. В 1991 году Ю. А. Колесниченко была присуждена ученая степень доктора физико-математических наук (тема диссертации: «Низкотемпературные кинетические эффекты в неоднородных металлических системах»). В 2004 получил ученое звание профессора. Он автор и соавтор более 100 статей, входящих в базу Scopus, соавтор двух монографий, двух обзоров и 4 изобретений. Имеет индекс Хирша h=15. Под его руководством было защищено семь кандидатских диссертаций и две PhD диссертации. Заместитель главного редактора международного журнала «Физика низких температур». Председатель секции «Электронные свойства твердых тел» Научного совета «Физика низких температур и криогенная техника» при Отделении физики и астрономии НАН Украины, член секций «Теория металлического состояния», «Транспортные явления в металлических материалах» и «Физика металлического состояния» Научных советов при Отделении физики и астрономии НАН Украины. Председатель Научного совета ФТИНТ им. Б. И. Веркина НАН Украины по проблеме «Электронные свойства проводящих и сверхпроводящих систем».

## Научная деятельность
Научные исследования Ю. А. Колесниченко относятся к теории транспортных явлений в проводящих и сверхпроводящих системах при низких температурах, в частности, в низкоразмерных системах, точечных и туннельных контактах, слоистых и многослойных проводниках. Он получил научные результаты по теории фокусировки электронов в металлах внешним магнитным полем, теории проводящих свойств многослойных пленок, эффекту Джозефсона в контактах между необычными сверхпроводниками, теории сканирующей туннельной микроскопии. Обосновал возможность определения характеристик рассеяния электронов на поверхности проводника с помощью метода электронной фокусировки. Развил теорию кинетических явлений в многослойных пленках. Исследовал эффект Джозефсона в точечных контактах между необычными (триплетными) сверхпроводниками с f — симметрией параметра порядка. С соавторами предложил метод определения положение дефектов под поверхностью металла методом сканирующей туннельной микроскопии.

## Избранные публикации
- Цой В. С., Колесниченко Ю. А. Исследование междолинных процессов и структуры поверхности методом поперечной фокусировки электронов. // ЖЭТФ, 78, 2041 (1980)
- Колесниченко Ю. А. Фокусировка электронов в металлах (обзор) // ФНТ, 18, 1059 (1992)
- Kirichenko O.V., Kolesnichenko Yu.A., Peschansky V.G. Electron Phenomena in Layered Conductors // Harwood Academic Publishers, UK, Physics Reviews (Ed. I. M. Khalatnikov), 18, Part 4, 100 p. (1998)
- Namiranian, A.; Kolesnichenko, Yu. A.; Omelyanchouk, A. N. (2000). Effect of quantum interference in the nonlinear conductance of metallic microconstrictions. Physical Review B. 61: 16796–16800. doi:10.1103/PhysRevB.61.16796.{{cite journal}}:  Википедия:Обслуживание CS1 (множественные имена: authors list) (ссылка)
- Kolesnychenko, O. Yu.; Kolesnichenko, Yu. A.; Shklyarevskii, O. I.; Van Kempen, H. (2000). Field-emission resonance measurements with mechanically controlled break junctions. Physica B: Condensed Matter. 291: 246–255. doi:10.1016/S0921-4526(99)02884-7.{{cite journal}}:  Википедия:Обслуживание CS1 (множественные имена: authors list) (ссылка)
- Dekhtyaruk L.V., Kolesnichenko Yu.A., Peschansky V.G. Kinetic Phenomena in Metallic Multilayers // Cambridge Scientific Publisher, UK, Physics Reviews (Ed. I.M.Khalatnikov), 20, Part 4, 100 p. (2004)
- Rashedi, G.; Kolesnichenko, Y. A. (2005). Transport of charge and spin in the weak link between misoriented PrOs4Sb12 superconductors. Superconductor Science and Technology. 18: 482–488. doi:10.1088/0953-2048/18/4/017.{{cite journal}}:  Википедия:Обслуживание CS1 (множественные имена: authors list) (ссылка)
- Avotina, Ye. S.; Kolesnichenko, Yu. A.; Omelyanchouk, A. N.; Otte, A. F.; Van Ruitenbeek, J. M. (2005). Method to determine defect positions below a metal surface by STM. Physical Review B. 71: 115430. doi:10.1103/PhysRevB.71.115430.{{cite journal}}:  Википедия:Обслуживание CS1 (множественные имена: authors list) (ссылка)
- Rashedi, G.; Kolesnichenko, Yu. A. (2007). Spin polarized transport in the weak link between f-wave superconductors. Physica C: Superconductivity. 451: 31–37. doi:10.1016/j.physc.2006.10.001.{{cite journal}}:  Википедия:Обслуживание CS1 (множественные имена: authors list) (ссылка)
- Avotina, Ye. S.; Kolesnichenko, Yu. A.; Otte, A. F.; Van Ruitenbeek, J. M. (2006). Signature of Fermi-surface anisotropy in point contact conductance in the presence of defects. Physical Review B. 74: 085411. doi:10.1103/PhysRevB.74.085411.{{cite journal}}:  Википедия:Обслуживание CS1 (множественные имена: authors list) (ссылка)
- Avotina, Ye. S.; Kolesnichenko, Yu. A.; Van Ruitenbeek, J. M. (2009). Magneto-orientation and quantum size effects in spin-polarized STM conductance in the presence of a subsurface magnetic cluster. Physical Review B. 80: 115333. doi:10.1103/PhysRevB.80.115333.{{cite journal}}:  Википедия:Обслуживание CS1 (множественные имена: authors list) (ссылка)
- Avotina, Ye. S.; Kolesnichenko, Yu. A.; Van Ruitenbeek, J. M. (2010). Theory of oscillations in STM conductance caused by subsurface defects (Review Article). Low Temperature Physics. 36: 849–864. doi:10.1063/1.3514417.{{cite journal}}:  Википедия:Обслуживание CS1 (множественные имена: authors list) (ссылка)
- Ritter, U.; Scharff, P.; Grechnev, G. E.; Desnenko, V. A.; Fedorchenko, A. V.; Panfilov, A. S.; Prylutskyy, Yu. I.; Kolesnichenko, Yu. A. (2011). Structure and magnetic properties of multi-walled carbon nanotubes modified with cobalt. Carbon. 49: 4443–4448. doi:10.1016/j.carbon.2011.06.039.{{cite journal}}:  Википедия:Обслуживание CS1 (множественные имена: authors list) (ссылка)
- Khotkevych-Sanina, N. V.; Kolesnichenko, Y. A.; Van Ruitenbeek, J. M. (2013). Fermi surface contours obtained from scanning tunneling microscope images around surface point defects. New Journal of Physics. 15: 123013. doi:10.1088/1367-2630/15/12/123013.{{cite journal}}:  Википедия:Обслуживание CS1 (множественные имена: authors list) (ссылка)
- Kozlov, I. V.; Kolesnichenko, Yu. A. (2019). Magnetic field driven topological transitions in the noncentrosymmetric energy spectrum of the two-dimensional electron gas with Rashba-Dresselhaus spin-orbit interaction. Physical Review B. 99: 085129. doi:10.1103/PhysRevB.99.085129.{{cite journal}}:  Википедия:Обслуживание CS1 (множественные имена: authors list) (ссылка)

## Награды
- Лауреат Государственной премии Украины в области науки и техники (2015) за цикл работ (с соавторами) «Функциональные свойства объемных и поверхностных упорядоченных систем и создание новых металлосодержащих материалов и структур»[4].
- Награждён почетным знаком НАН Украины «За профессиональные достижения» (2018).
- В 2020 году получил стипендию Харьковской облгосадминистрации для выдающихся ученых в области науки и техники имени К. Д. Синельникова. Архивировано 8 октября 2020 года.
- Награждён Почетными грамотами Президиума Национальной Академии наук Украины (2011, 2013)[10].